# Союз 11А514
Союз 11А514 — радянський проект ракети ракети-носія з підвищеною вантажопідйомністю, призначений для запуску корабля Союз-Р для ведення військової супутникової розвідки.
Програму створення скасовано разом з проектом Союз-Р в 1966 році. Невідомими лишаються відмінності носія від стандартного Союза для досягнення росту корисного навантаження до близько 6700 кг з нахилом виведення на орбіту до 65°.